# Parmicovití
Parmicovití (Mullidae) jsou čeleď paprskoploutvých ryb.

## Systematika
Za popisnou autoritu parmicovitých je pokládán francouzsko-americký přírodovědec Constantine Samuel Rafinesque (1815). Tradiční systematika hodnotila parmicovité jako zástupce řádu ostnoploutvých (Perciformes), sběrné skupiny, která s nástupem molekulární fylogenetiky doznala výrazných proměn co do svého složení. Parmicovití, již se ukázali být blízkými příbuznými jehel, tak k roku 2025 patří do řádu Syngnathiformes.
Níže následuje seznam rodů aktuální ke květnu 2025, jenž vychází z Eschmeyer's Catalog of Fishes:
- Mulloidichthys Whitley, 1929 (= Mulloides Bleeker, 1849; Pseudomulloides Miranda Ribeiro, 1915 (sporné))
- Mullus Linnaeus, 1758
- Parupeneus Bleeker, 1863 (= Barbupeneus Whitley, 1931; Caprupeneus Whitley, 1931; Hogbinia Whitley, 1929)
- Pseudupeneus Bleeker, 1862 (= Brachymullus Bleeker, 1876; Mullhypeneus Poey, 1868)
- Upeneichthys Bleeker, 1853 (= Atahua Phillipps, 1941)
- Upeneus Cuvier, 1829 (= Hypeneus Agassiz, 1846; Megalepis Bianconi, 1857; Pennon Whitley, 1941; Upeneoides Bleeker, 1849)

## Charakteristika

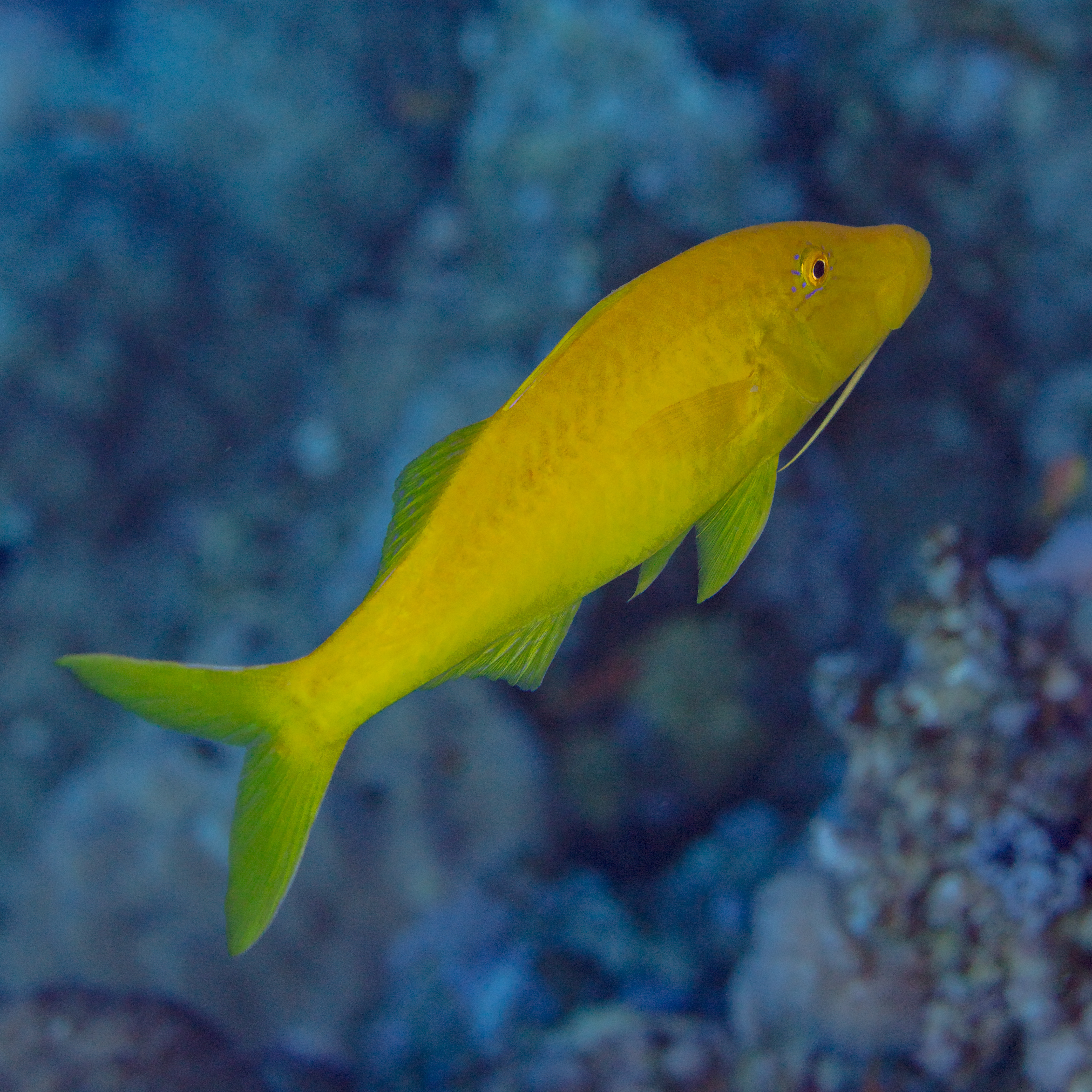
Parmice žlutosedlá (Parupeneus cyclostomus)

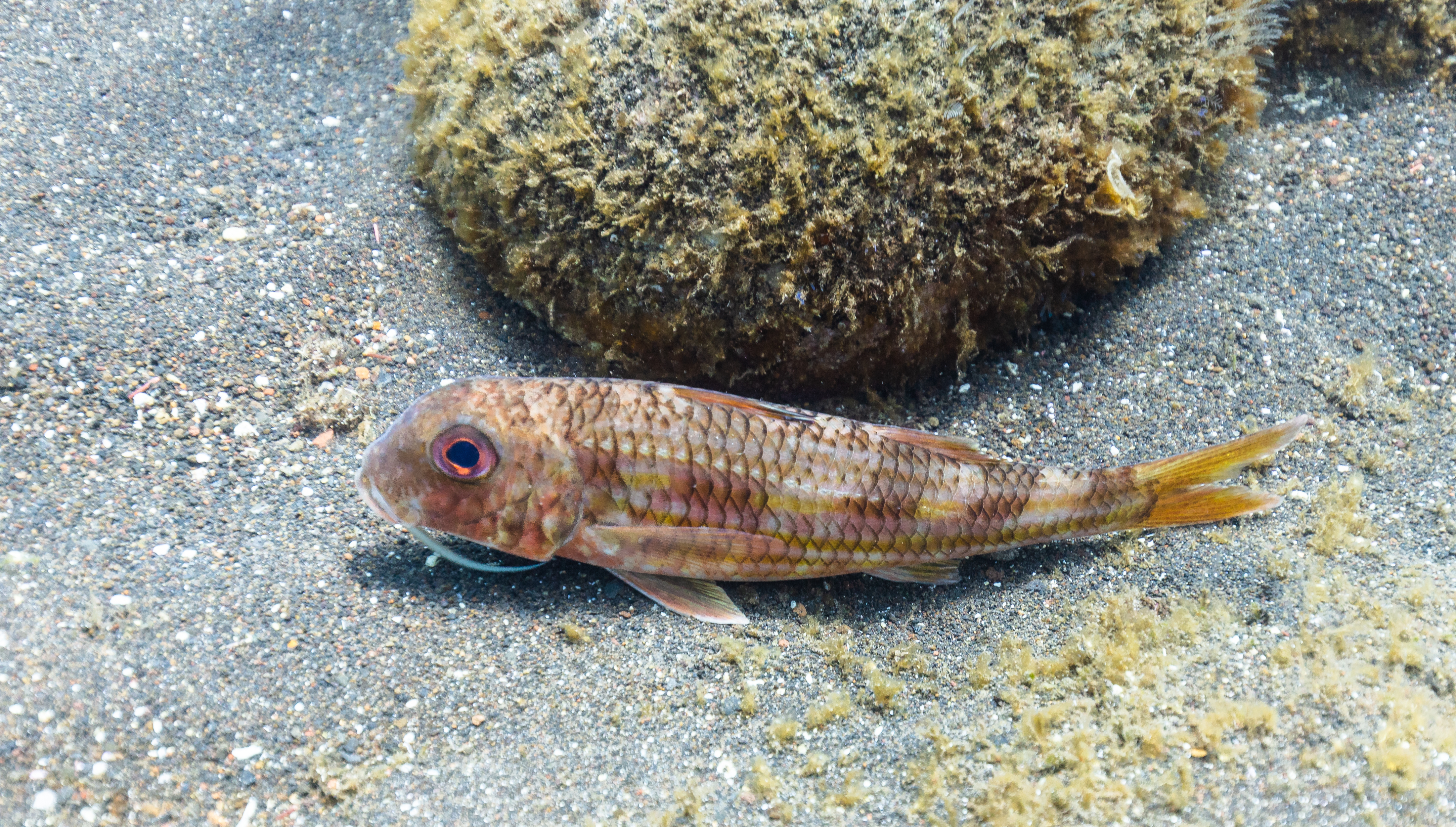
Parmice pruhovaná (Mullus surmuletus)

Parmicovití dosahují délky těla až 60 cm a často mají výrazné zbarvení. Vyznačují se plochým břichem, vyklenutým hřbetem a vidlicovitou ocasní ploutví. Hřbetní ploutev je dělená, přední hřbetní ploutev nese 6–8 trnů, zadní hřbetní ploutev jediný trn a 8 nebo 9 měkkých paprsků. Řitní ploutev nese 1 nebo 2 malé trny a 5–8 měkkých paprsků, bývá o něco delší než druhá hřbetní ploutev. Na dolní čelisti parmicím vyrůstá pár dlouhých masitých vousků, které mají hmatovou funkci a jsou vybaveny i chuťovými buňkami. Při vyhledávání potravy u mořského dna jimi parmice neustále komíhají, naopak v klidu je skládají ke spodině hlavy. V angličtině se parmice pro svůj vzhled označují jako „kozí ryby“ – „goatfishes“.
Parmicovití se přirozeně vyskytují v Atlantském, Indickém i Tichém oceánu, vzácně pronikají i do brakických vod. Žijí na korálových a skalnatých útesech, stejně jako na písčitých, suťových a bahnitých mělčinách. Pomocí svých hmatových vousků pátrají v písku, sutinách, povlacích řas nebo mezi korály zejména po menších bezobratlých, obětí se jim však mohou stát i menší ryby. Chování mezi jednotlivými druhy bývá značně proměnlivé. Některé druhy se letargicky zdržují u dna, jiné, jako parmice žlutosedlá (Parupeneus cyclostomus), aktivně plavou. Zástupci rodu Mulloidichthys vytvářejí početná hejna, která se mimo dobu krmení vznášejí ve vodním sloupci; jiné parmice však žijí v menších skupinách, anebo samotářsky. Jejich potěr se vyvíjí v pelagiálu.

## Využití
Nejde o časté akvarijní chovance, ale ceněny jsou zejména jako konzumní ryby. V Evropě patří mezi oblíbené druhy parmice pruhovaná (Mullus surmuletus) nebo parmice nachová (Mullus barbatus). Lákavé červené zbarvení druhé jmenované na trzích však vzniká až v důsledku odstranění velkých šupin, což zvýrazní kůži s prosakující krví. Za lahůdku byly parmice pokládány již za dob Římské říše a tehdejší labužníci neváhali za jejich maso utratit horentní sumy. Mosambická parmice druhu Upeneus saiab patří zejména kvůli nadměrnému rybolovu mezi ohrožené druhy (na základě vyhodnocení IUCN z roku 2020).